# Еърдел (окръг, Северна Каролина)
Окръг Еърдел (на английски: Iredell County) е окръг в щата Северна Каролина, Съединени американски щати. Площта му е 1546 km², а населението – 172 916 души (2016). Административен център е град Стейтсвил.